# Biển Kara

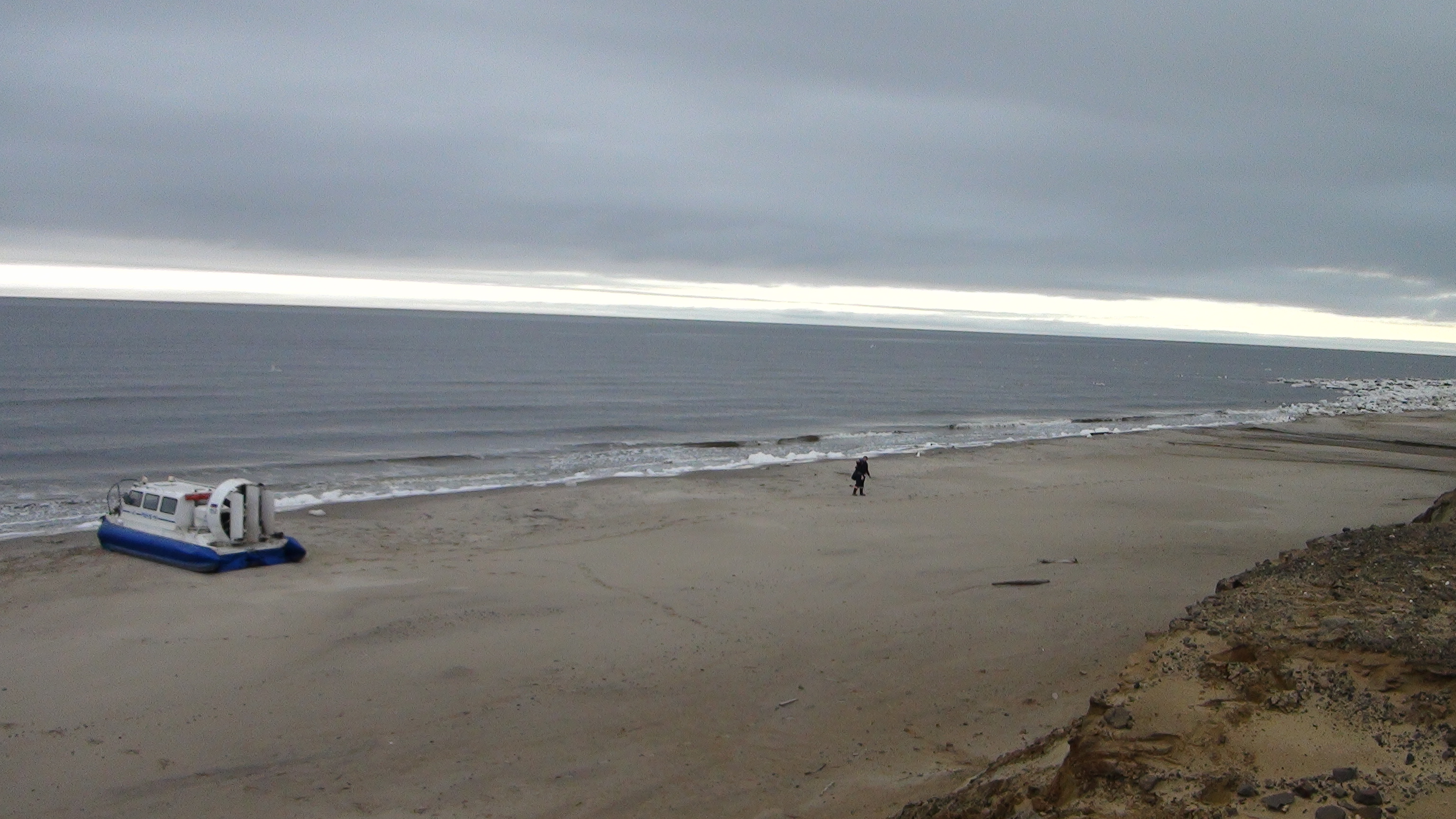
Một chiếc hovercraft Hivus-10 trên bờ biển của biển Kara

Biển Kara (tiếng Nga: Карское море, Karskoye more) là một phần của Bắc Băng Dương, nằm ở phía bắc Siberi. Nó bị ngăn cách với biển Barents ở phía tây bằng quần đảo Novaya Zemlya, thông với biển này qua một số eo biển như eo biển Kara, eo biển Matochkin; và bị ngăn cách với biển Laptev ở phía đông bởi quần đảo Severnaya Zemlya và nối thông với nó qua các eo biển như eo biển Shokalsky, eo biển Evganov, eo biển Krasnaya Armia (eo biển Hồng quân), eo biển Vilkitsky v.v.
Giới hạn phía bắc của biển Kara được đánh dấu về mặt địa lý là đường chạy từ mũi Kolzat trên đảo Graham Bell thuộc quần đảo Zemlya Frantsa Iosifa với mũi Molotov (hay mũi Bắc cực), điểm phía bắc nhất của đảo Komsomolets trong quần đảo Severnaya Zemlya. Giới hạn phía tây của nó chạy từ mũi Kolzat tới mũi Zhelaniya trên đảo Severnyi trong quần đảo Novaya Zemlya rồi chạy dọc theo bờ đông của Novaya Zemlya, theo ranh giới phía tây của eo biển Kara từ mũi Kusov Nos tới mũi Rogatyi, bờ phía đông của đảo Vaygach và theo ranh giới phía tây của eo biển Yugorsky Shar. Ranh giới phía đông chạy dọc theo bờ tây các đảo thuộc quần đảo Severnaya Zemlya và ranh giới phía đông của các eo biển Krasnaya Armiya, Shokalsky, Vilkitsky. Ranh giới phía nam là theo vùng bờ biển phần đại lục Á-Âu, từ mũi Belyi Nos tới mũi Pronchishcheva. Trong giới hạn này, biển Kara chiếm khoảng không gian nằm giữa các vĩ tuyến 81°6′ và 66°0′ vĩ bắc, và giữa các kinh tuyến 55°2′ và 104°1′ kinh đông. Hình ảnh chung của nó là kéo dài từ tây nam lên đông bắc.
Biển Kara có chiều dài khoảng 1.450 km, chiều rộng khoảng 970 km và diện tích khoảng 883.000 km² với độ sâu trung bình khoảng 30–100 m (98–328 ft). Độ sâu tối đa 600m. Dung tích nước 98.000 km³.
So với biển Barents, một biển nhận được các hải lưu tương đối ấm hơn từ phía Đại Tây Dương chảy tới, thì biển Kara lạnh hơn nhiều, trung bình nó bị đóng băng trong khoảng 9 tháng mỗi năm.
Biển Kara nhận được một lượng tương đối lớn nước ngọt chảy ra từ các sông như sông Obi, sông Enisei, sông Pyasina và sông Taimyra, vì thế độ mặn của nó không ổn định.
Các hải cảng chính ở phía nam biển Kara bao gồm cảng Novy và Dikson. Biển này cũng là một khu vực đánh bắt cá quan trọng mặc dù biển này gần như đầy băng trong vòng 10 tháng mỗi năm. Các phát hiện có tầm quan trọng về dầu mỏ và hơi đốt, sự mở rộng của bồn địa dầu mỏ Tây Siberi, đã được thực hiện nhưng vẫn chưa được phát triển tiếp.

## Đảo

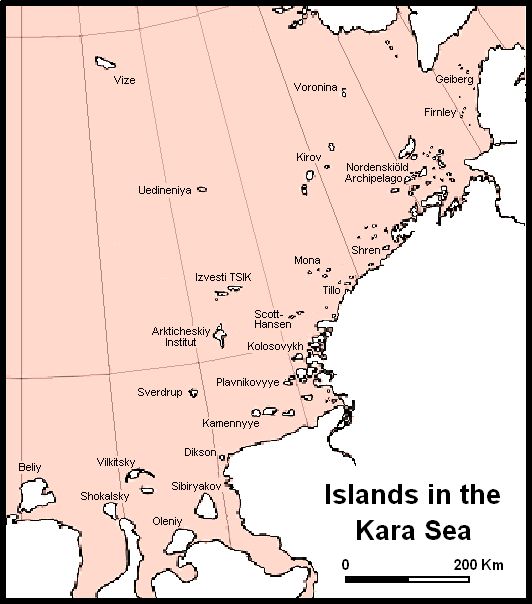
Các đảo chính và các nhóm đảo tại khu vực miền trung và miền đông biển Kara.

Có nhiều đảo và nhóm đảo trong biển Kara. Không giống như các biển ven thềm lục địa khác tại khu vực Bắc cực, nơi phần lớn các đảo nằm dọc theo bờ biển, trong biển Kara có nhiều đảo, như quần đảo Arkticheskiy Institut (quần đảo Viện Bắc cực), quần đảo Izvesti TSIK, quần đảo Kirov, đảo Uedineniya, đảo Vize và quần đảo Voronin đều nằm ngoài khơi, xa phía trung tâm của biển.
Nhóm đảo lớn nhất về số lượng trong biển Kara là quần đảo Nordenskiöld (quần đảo Nordensheld), với 5 phân nhóm lớn chứa trên 90 đảo nhỏ. Các đảo/quần đảo quan trọng khác trong biển Kara là đảo Belyi (đảo trắng), đảo Dikson, đảo Taymyr, quần đảo Kamennyye và đảo Oleni.

## Lịch sử
Biển Kara trước đây được biết đến tại Tây Âu như là Oceanus Scythicus hay Mare Glaciale và nó xuất hiện trong các bản đồ thế kỷ XVI với các tên gọi như vậy. Do nó bị băng tuyết che phủ phần lớn thời gian trong năm nên nói chung nó vẫn chưa được thám hiểm cho tới tận cuối thế kỷ XIX.
Năm 1556 Stephen Borough trên tàu Searchthrift đã cố gắng để tới được cửa sông Obi, nhưng ông buộc phải dừng lại do bị băng giá và sương mù ngăn trở tại lối vào biển Kara. Tới năm 1580 một chuyến thám hiểm khác của người Anh, dưới sự chỉ huy của Arthur Pet và Charles Jackman, đã cố gắng vượt qua nó. Họ cũng thất bại trong cuộc chinh phục này và người Anh mất hứng trong việc tìm kiếm hành lang Đông bắc.
Giai đoạn năm 1736-1737 đô đốc người Nga là Stepan Gavrilovich Malygin đã thực hiện một chuyến đi từ đảo Dolgiy trong biển Barents. Hai tàu sử dụng trong chuyến thám hiểm này là Perviy (thứ nhất), dưới sự chỉ huy của Malygin, và Vtoroy (thứ hai) dưới sự chỉ huy của thuyền trưởng A. Skuratov.Sau khi đi vào khu vực biển Kara ít được thám hiểm, họ đã cho tàu tới được cửa sông Obi. Malygin đã thực hiện các quan sát kỹ lưỡng đối với khu vực mà trước đây gần như chưa hề được biết đến của vùng bờ biển Bắc cực của Nga. Với những kiến thức thu được này, ông đã có thể vẽ ra bản đồ tương đối chính xác đầu tiên cho vùng bờ biển Bắc cực nằm từ cửa sông Pechora cho tới cửa sông Obi.
Năm 1878, nhà thám hiểm người Thụy Điển là Adolf Erik Nordenskiöld trên tàu Vega đã đi từ Göteborg ngang qua biển Kara, dọc theo vùng bờ biển Siberi, và mặc dù bị các tảng băng trôi ngăn trở, ong đã tới được kinh độ 180° vào đầu tháng 9. Bị đóng băng trong mùa đông tại khu vực biển Chukchi, Nordenskiöld phải chờ đợi và trao đổi hàng hóa với người Chukchi bản địa. Tháng 7 năm sau, tàu Vega được giải phóng khỏi băng, và tiếp tục cuộc hành trình tới Yokohama, Nhật Bản. Ông trở thành người đầu tiên tìm thấy lối đi tại hành lang Đông bắc. Nhóm đảo đông nhất về số lượng đảo trong biển Kara, quần đảo Nordenskiöld, được đặt tên theo tên ông để ghi nhớ chiến công này.
Năm 1912 là năm thảm họa cho các nhà thám hiểm Nga trong biển Kara. Trong năm định mệnh đó, các khối băng cô đặc không tách rời đã ngăn cản đường đi trong hành trình đường biển phương Bắc và 3 chuyến thám hiểm vượt qua biển Kara đã bị mắc lại đây và thất bại: Sedov trên tàu Thánh Foka, Brusilov trên tàu Thánh Anna, và Rusanov trên tàu Gercules.
Georgiy Yakovlevich Sedov dự định tới Zemlya Frantsa Iosifa bằng tàu, lập một kho chứa lương thực thực phẩm tại đây và đi xe trượt tuyết tới Bắc Cực. Do băng dày nên tàu của ông chỉ có thể tới được Novaya Zemlya trong mùa hè đầu tiên và trú đông tại Zemlya Frantsa Iosifa. Tháng 2 năm 1914 Sedov hướng về phía Bắc Cực với 2 thủy thủ và 3 xe trượt tuyết, nhưng ông bị ốm và chết trên đảo Rudolf.
Georgy Lvovich Brusilov cố gắng để đi qua hành lang Đông bắc, nhưng bị mắc lại trong biển Kara, và bị trôi dạt về phía bắc trong hơn 2 năm, tới khu vực có vĩ độ khoảng 83°17 vĩ bắc. Mười ba người, do Valerian Ivanovich Albanov chỉ huy, đã rời tàu và bắt đầu vượt qua băng giá để tới Zemlya Frantsa Iosifa, nhưng cuối cùng chỉ có Albanov và một thủy thủ là Aleksandr Konrad sống sót sau 3 tháng hành trình vô cùng khắc nghiệt. Những người sống sót đã đem về nhật ký tàu Thánh Anna, bản đồ về sự trôi dạt của nó, cùng các ghi chép khí tượng hàng ngày, nhưng số phận của những người còn lại trên tàu thì tới nay vẫn chưa rõ là kết thúc ra sao.
Trong cùng năm, chuyến thám hiểm của Vladimir Aleksandrovich Rusanov cũng bị thất bại trong biển Kara. Sự mất thông tin liên lạc kéo dài của ba cuộc thám hiểm này đã khuấy động sự quan tâm của công chúng, và một số cuộc cứu hộ nhỏ đã được thực hiện, bao gồm cả năm chuyến bay của Jan Nagórski trên biển và băng từ vùng bờ biển phía tây bắc Novaya Zemlya.
Sau Cách mạng Nga năm 1917, quy mô và phạm vi thám hiểm biển Kara đã tăng mạnh như là một phần của công việc phát triển hành trình đường biển phương Bắc. Các trạm vùng cực, trong đó 5 đã tồn tại từ năm 1917, được gia tăng số lượng, cung cấp các thông tin khí tượng, thăm dò băng giá và các tiện ích thông tin liên lạc vô tuyến. Tới năm 1932 tại đây đã có 24 trạm, tới năm 1948 là khoảng 80, và trong thập niên 1970 là trên 100. Việc sử dụng tàu phá băng và sau đó là cả máy bay làm nền tảng cho các công cuộc nghiên cứu khoa học cũng được phát triển. Năm 1929 và 1930, tàu phá băng Sedov đã đưa một nhóm các nhà khoa học Nga tới Severnaya Zemlya, vùng đất lớn cuối cùng thuộc vùng Bắc cực của Liên Xô chưa khảo sát trước đó. Quần đảo được lập bản đồ trọn vẹn dưới sự lãnh đạo của Georgy Alekseyevich Ushakov giai đoạn 1930-1932.
Đáng chú ý có 3 cuộc hành trình của tàu phá băng Sadko, là đi xa hơn cả về phía bắc. Năm 1935 và 1936 khu vực chưa thám hiểm cuối cùng tại miền bắc biển Kara đã được khảo sát và đảo nhỏ khó thấy là đảo Ushakov đã được phát hiện.
Mùa hè năm 1942, các tàu chiến và tàu ngầm của Kriegsmarine (hải quân) Đức tiến vào biển Kara nhằm tiêu diệt càng nhiều tàu thuyền của Nga càng tốt. Chiến dịch quân sự này được đặt tên là "Unternehmen Wunderland" (cuộc hành quân Wunderland". Thành công của nó chỉ hạn chế do sự hiện diện của các lớp băng nổi, cũng như do thời tiết xấu và sương mù dày. Những nguyên nhân thời tiết và khí hậu này đã bảo vệ có hiệu quả cho tàu thuyền Liên Xô, ngăn cản các tổn thất có thể xảy ra cho hạm đội Liên Xô nếu thời tiết tốt.
Hiện tại có một số e ngại về lượng chất thải hạt nhân của Liên Xô trước đây đã thải vào biển, bao gồm 6 lò phản ứng trên tàu ngầm hạt nhân và 10 lò phản ứng hạt nhân, cũng như các tác động mà chúng gây ra đối với môi trường biển. Đánh giá của Cơ quan Năng lượng Nguyên tử Quốc tế (IAEA) chỉ ra rằng mức độ thải là thấp và cục bộ.

## Tài nguyên
Khu bảo hộ tự nhiên quốc gia Đại Bắc cực – khu bảo hộ tự nhiên lớn nhất của Nga và châu Âu - được thành lập ngày 11-5-1993 theo nghị quyết số 431 của chính quyền Liên bang Nga.
Phần các đảo trong biển Kara (4.000 km²) của Khu bảo hộ tự nhiên quốc gia Đại Bắc cực bao gồm: quần đảo Kirov, quần đảo Voronin, quần đảo Izvestiy TSIK, quần đảo Arkticheskiy Institut, đảo Svordrup, đảo Uedineniya và một loạt các đảo nhỏ hơn. Khu vực này đại diện cho sự đa dạng sinh học và tự nhiên của các đảo biển Bắc cực tại phần miền đông của biển Kara.